# Argiope picta
Argiope picta là một loài nhện trong họ Araneidae.
Loài này thuộc chi Argiope. Argiope picta được Ludwig Carl Christian Koch miêu tả năm 1871.

## Hình ảnh

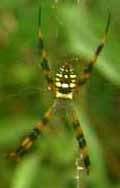
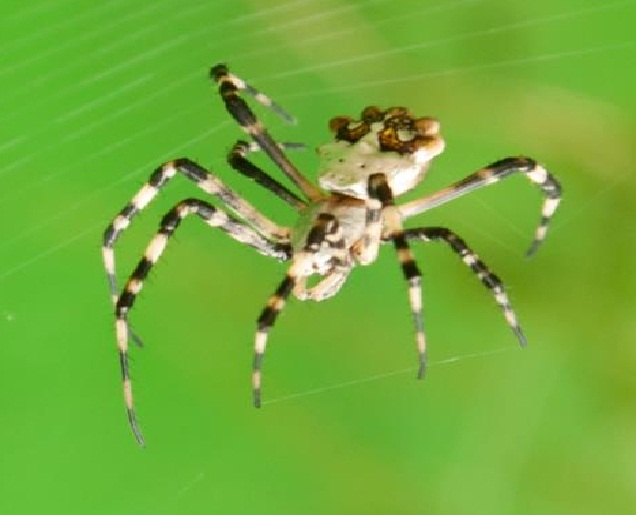